# 防浪牆
防浪牆（英語：Wave protection wall）是一種防止波浪的牆體，通常會建造於水庫、河道、堤壩上，主要用來防浪、防洪、阻水。

## 其它功能
部分城市會將防浪牆作為交通護欄，以防止民眾發生交通事故跌入水中。而臺灣的南迴公路常受到長浪的侵襲，曾因為消波塊被海浪吞噬且沒錢設置防浪牆 ，僅在危險地段豎立告示，引起民眾大肆批評。